# Lewisburg (Tennessee)
Lewisburg – miasto w Stanach Zjednoczonych, w stanie Tennessee, w hrabstwie Marshall. Według danych z 2000 roku miasto miało 10413 mieszkańców.